# Mallotus rhamnifolius
Mallotus rhamnifolius là một loài thực vật có hoa trong họ Đại kích. Loài này được (Willd.) Müll.Arg. mô tả khoa học đầu tiên năm 1865.